# 鱷魔
是一部2019年美國災難恐怖片，由亞歷山大·阿甲執導並與克雷格·J·弗洛雷斯（Craig J. Flores）、山姆·雷米共同擔任監製，麥可·拉斯穆森（Michael Rasmussen）與尚恩·拉斯穆森（Shawn Rasmussen）撰寫劇本。該片由凱亞·絲柯黛蘭莉歐和巴瑞·派伯領銜主演。《鱷魔》定於2019年7月12日在美國上映。

## 劇情
佛羅里達大學游泳健將海莉·凱勒參加完校隊訓練後，看新聞得知五級颶風即將侵襲佛羅里達州，後來接到姐姐貝絲來電告知她們的父親戴夫失聯。因擔心父親安危，海莉不顧撤離的命令，冒險開車深入風暴中心，來到父親自從離婚後獨居的公寓。靠屋內跡象與散落的工具，海莉帶上父親養的狗「糖糖」（Sugar）一起回到她們一家位於水晶湖邊的老家住宅，而屋子本應在幾年前就已賣掉。外面雨勢增大逐漸形成水災，海莉聽到房子下方傳來收音機聲音，只能將糖糖留在車庫後，爬進屋子下僅容爬行的窄小空間，最終在裡面找到受傷昏迷的父親。
海莉第一時間試圖將父親拖出去搶救，但突然冒出一條兇猛的短吻鱷，直接摧毀通往上方的樓梯。海莉只能將父親一路拖回有多根水管遮擋的區域，體形龐大的鱷魚則鑽不進去。戴夫不久後清醒，表示自己也受鱷魚伏擊，推斷鱷魚是藉由連通湖的排水道爬進來棲息。海莉確認鱷魚的位置後，試圖繞開牠爬出去拿回手機求救，但卻遭遇躲在暗處的第二條鱷魚偷襲，不但手機被毀、右腿也被鱷魚咬傷，海莉想辦法擺脫兩條鱷魚後躲入另一頭的狹小空間。風雨交加導致地下開始淹水，海莉只能爭分奪秒、緊急包扎傷口，趕在地下室完全淹沒前帶父親逃出去。
通往一樓的暗門被堆在上方的櫥櫃堵死，海莉試圖引起三名在對街加油站打劫的小偷注意，然而湖中的鱷魚群隨著水量高漲而集體游到街上覓食，三名小偷全部被鱷魚吃掉。不久，先前跟回城時的海莉見過面的警察韋恩陪搭檔彼特駕駛充氣船到房子裡尋找她的下落，韋恩雖然注意到父女倆被困在地下，但站在樓梯口的他直接被鱷魚叼進地下咬死；而彼特同樣落水而被多隻鱷魚大卸八塊。絕望的海莉認為不能指望外面救援，決定去闖鱷魚爬進來的排水道，為了替她爭取時間，戴夫用鏟子引起一條鱷魚注意後，將水管弄塌壓住並殺死一條鱷魚。海莉在排水道附近發現鱷魚早已長時間爬進來築巢繁殖，從韋恩屍體上得到手槍打死巢穴旁的鱷魚後，沿著排水道游到外面迅速回到一樓，及時敲通房子的地板才救出險些淹死的父親。
父女倆帶著糖糖決定冒險走水路，靠三名小偷留在對街加油站的快艇撤離，慢速走動避免引起水中其他鱷魚注意。然而隨著風眼過去，附近的堤壩被水勢摧毀，浪潮直接來襲淹沒整片住宅區。父女倆未來得及開船撤離就被水沖回房子裡分散。海莉靠警察充氣船上的無線電求援後，戴夫及時取得家中的一些訊號彈，但一條游到房子裡的鱷魚當場咬斷戴夫的右臂，海莉將該鱷魚鎖入浴室後，陪父親與糖糖到二樓躲避。海莉為了向屋外的救援直升機發信號，到自己的臥室點燃訊號彈，卻無意間使一條鱷魚破窗而入。在無路可退、肩膀被鱷魚咬住的情況下，海莉做出拼搏而拿訊號彈燒傷鱷魚而脫身，戴夫抱著糖糖打通閣樓至房頂上，及時伸手將海莉救上去。救援直升機最終趕到，海莉最後點燃一枚訊號彈，使她們父女倆與狗平安獲救。

## 演員
- 凱亞·絲柯黛蘭莉歐 飾 海莉·凱勒（Haley Keller）
- 巴瑞·派伯 飾 戴夫·凱勒（Dave Keller）
- 羅斯·安德森（Ross Anderson） 飾 韋恩·泰勒（Wayne Taylor）
- 喬斯·帕爾瑪（Jose Palma） 飾 彼特（Pete）
- 安森·布恩（Anson Boon） 飾 史丹（Stan）
- 莫菲德·克拉克 飾 貝絲·凱勒（Beth Keller）

## 製作
2018年5月1日，據報導，派拉蒙影業和鬼屋影業將合製由亞歷山大·阿甲執導、凱亞·絲柯黛蘭莉歐主演的電影。主要拍攝於2018年8月在塞爾維亞貝爾格勒開始進行，拍攝作業直至9月下旬結束。

## 發行
2019年1月18日，該片被定檔於2019年8月23日在美國上映。後於2019年3月6日，美國上映日改為2019年7月12日 。

## 外部連結
- 互联网电影数据库（IMDb）上《鱷魔》的资料（英文）